# Chumphon
Chumphon (Thai ชุมพร) ist eine Stadt (เทศบาลเมืองชุมพร) in der thailändischen Provinz Chumphon. Sie ist die Hauptstadt des Landkreises (Amphoe) Mueang Chumphon und der Provinz Chumphon.

## Lage
Die Provinz Chumphon liegt in der Südregion von Thailand.
Chumphon liegt etwa sieben Kilometer zur Ostküste am Golf von Thailand im oberen Teil der Südregion von Thailand am Fluss Tha Tapao. Hier ist auch die engste Stelle der Malaiischen Halbinsel, der Isthmus von Kra. Die Entfernung zum westlich gelegenen Sungbei Bati in Burma beträgt nur etwa 40 Kilometer. Die Entfernung zur Hauptstadt Bangkok im Nordosten beträgt mehr als 460 Kilometer.
In Chumphon geht das buddhistische Kernland Thailands in den muslimisch geprägten Süden über.
Die Gegend um Chumphon wird vom Nordost-Monsun beeinflusst. Die stärksten Niederschläge fallen in den Monaten Juni bis September, von Dezember bis Januar kann es sehr windig sein.

## Wirtschaft und Bedeutung
Die üppige Savannenlandschaft um Chumphon lässt Plantagenwirtschaft zu: Obst (Mangostanfrucht, Longkong, Rambutan und Durian), Kaffee, Kokosnuss (Kokosöl) sind Hauptprodukte. Touristisch ist Chumphon als Durchgangsstation zur Ferieninsel Ko Tao interessant. Der nahegelegene Strand "Thung Wua Laen" gehört zu den schönsten am Golf von Thailand.
Die Stadt Chumphon hat 33.166 Einwohner. (Stand 2012)

## Verkehr
Chumphon besitzt einen Bahnhof an der Südbahn, die Bangkok mit Malaysia verbindet. Nach Bangkok bestehen weiter Verbindungen mit dem Fernbus, dem Minibus und der Fluglinie Nok Air. Der nächste Flugplatz ist Pathiu.

## Geschichte
1989 wurde die Gegend um Chumphon von Taifun Gay getroffen, der praktisch alle Plantagen vernichtete. Die Fruchtbarkeit des Landes trug dazu bei, dass man diesen Rückschlag schnell überwinden konnte.
Siehe auch: Geschichte Thailands.

## Sehenswürdigkeiten
- Nationalmuseum Chumphon – zeigt historische Stücke der Gegend, eine Übersicht über die Ereignisse während des Zweiten Weltkriegs und den Taifun Gay von 1989.
- Lak Müang – Schrein für die Stadtgeister
- Fischmarkt – täglich geöffnet mit den frischen Erzeugnissen der Fischer des nahegelegenen Hafens Pak Nam.
- Festival zur Feier von Prinz Chumphon – 19. bis 25. Dezember zu Ehren des Gründers der thailändischen Marine, mit lokalen Aufführungen und einer Ausstellung zum Leben und Werk des Gefeierten.

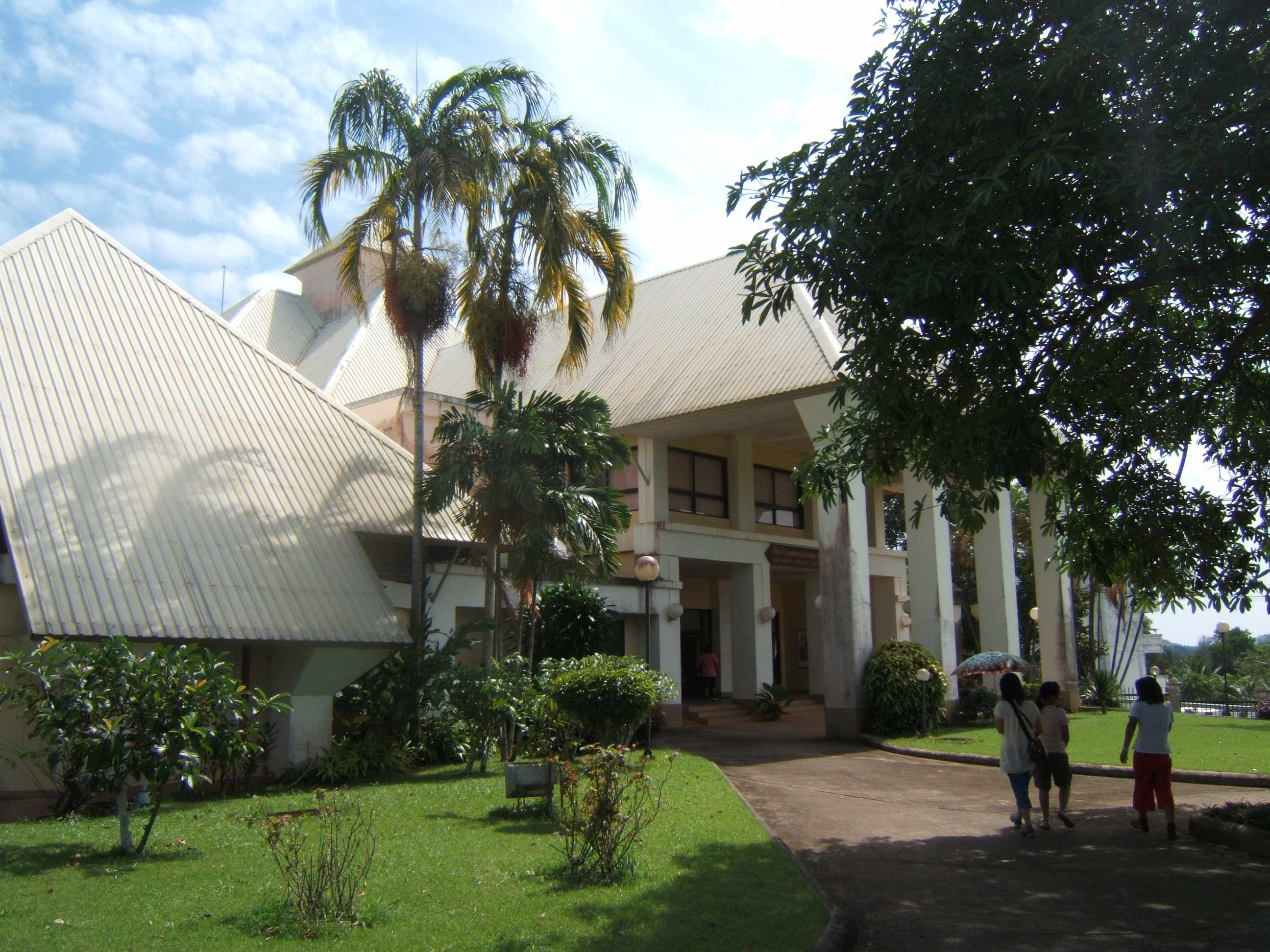
Nationalmuseum Chumphon
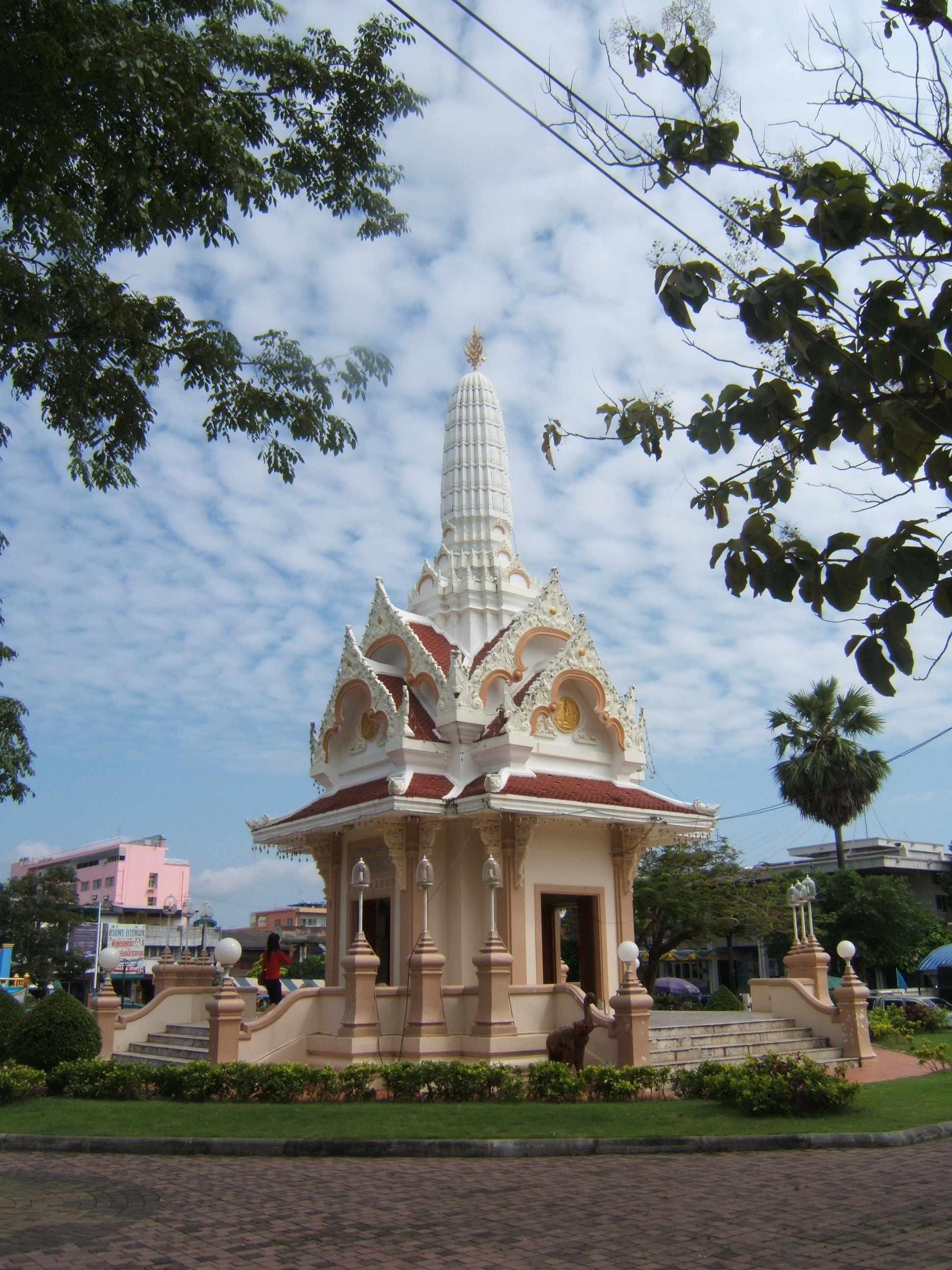
Der Lak-Mueang-Schrein
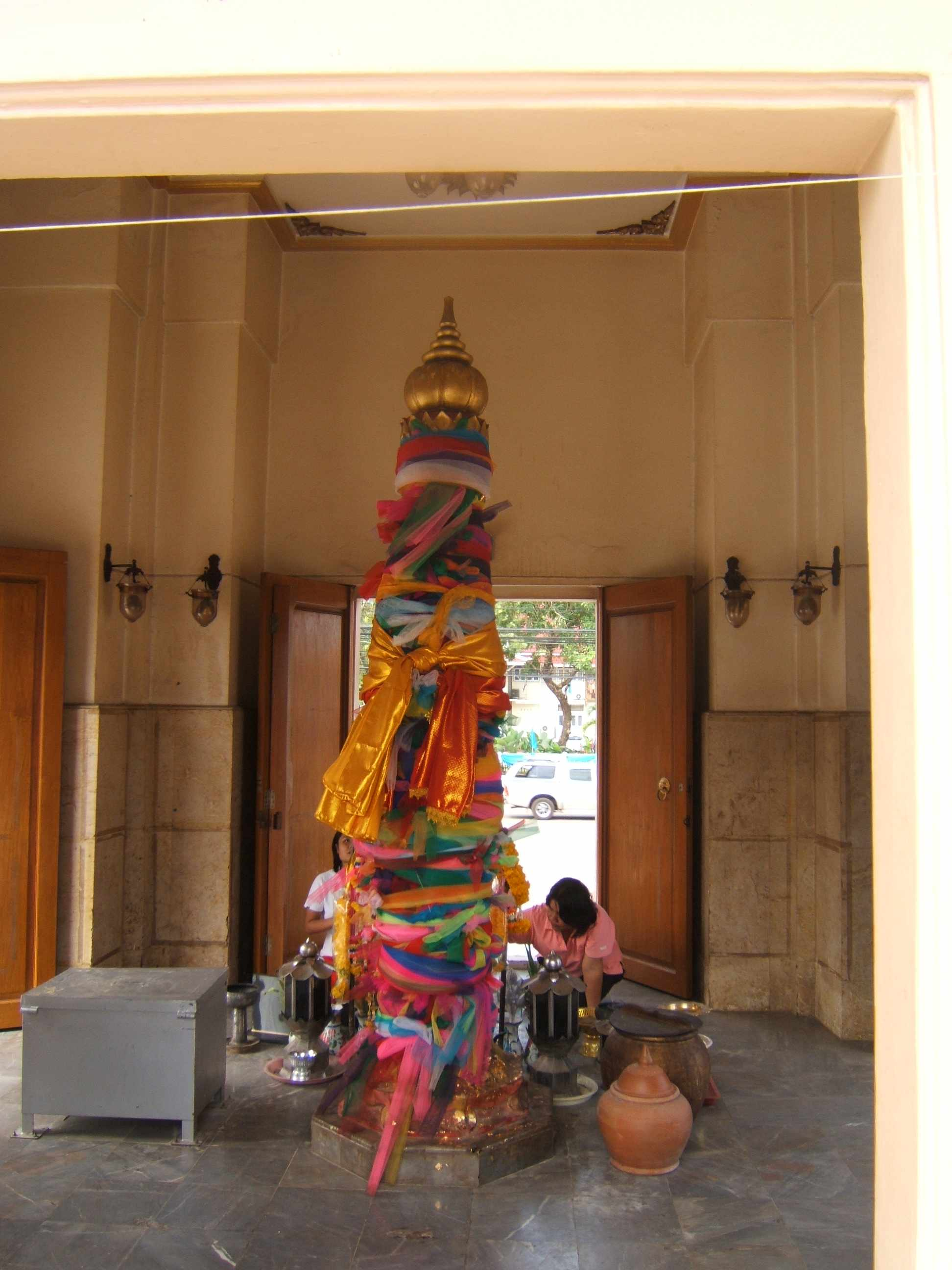
Die Stadtsäule (Lak Mueang)

## Erwähnenswert
In der Science-Fiction-Novelle The Chronoliths ist Chumphon das Landegebiet des ersten Chronolithen.